# 901型補給艦
901型総合補給艦（901がたそうごうほきゅうかん、中国語: 901型综合补给舰、英語: Type 901 fast combat support ship）は、中国人民解放軍海軍の補給艦の艦級。NATOコードネームは福裕型（英: Fuyu-class）。西側諸国では高速戦闘支援艦（fast combat support ship）として扱われている。防衛省・統合幕僚監部はフユ級高速戦闘支援艦と呼称している

## 来歴
人民解放軍海軍では、2000年代初頭に903型総合補給艦（福池型）2隻を建造していた。その後、2008年より開始されたソマリア沖海賊対策部隊の派遣を通じて洋上補給能力を強化する必要性が痛感されたことから、2013年より更に改良型（903A型）7隻が追加建造された。
またこれと並行して、来たるべき空母戦力の整備に備えて、2010年頃から既にその後継艦についての検討も着手されており、2011年には中船重工（CSIC）第708研究所（当時）において設計が開始された。これに基づいて建造されたのが本型である。

## 設計
第708研究所での設計にあたっては、アメリカ海軍の高速戦闘支援艦（AOE）であるサクラメント級およびサプライ級が参考にされており、同研究所の対外成果報告書では、「空母機動部隊に随伴して、遠洋での海域コントロールおよび遠洋作戦能力の保障を強く意識して設計された」ことを強調している。この結果、満載排水量48,000トンと、903・903A型の2倍近い大きさとなった。
機関は075型強襲揚陸艦と同系列で、陝西-ピルスティク16PC2-6Bディーゼルエンジンを4基搭載し、減速機を介して2軸を駆動するCODAD方式とされている。ただし075型は船体後半部にウェルドックを有するのに対し、それを持たない本型では方形係数が減少している分だけ航洋性・高速性が向上していると見込まれており、この機関構成でも最大25ノットの速力を確保できるものと推定されている。

## 能力

### 補給機能

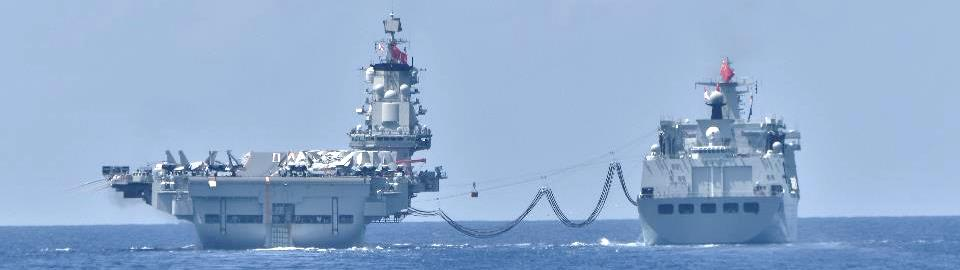
遼寧（左）に洋上補給を実施する901型補給艦（右）

洋上移送
中部甲板に門型ポスト3基を備えている。前後2基のポストが液体用で、燃料・清水用の補給ステーションが片舷につき2ヶ所ずつ設定されている。またこのほか、後部の液体用ポストの直前左舷側にはモノコール型ポストが1基設置されているが、これは航空母艦への燃料補給専用の補給ステーションで、大径・2本セット型の給油プローブとホースを備え、給油時間が大幅に短縮できる。また前部の液体用ポスト左舷側の補給ステーションは、サプライ級と同様にドライカーゴも扱える両用設計とされており、空母への給油時間は1⁄3以上短縮できる。
一方、中央のポストはドライカーゴ用で、片舷につき1ヶ所の補給ステーションが設定されている。またこのポストと後部の液体用ポストとの間には、10トン級のデッキ・クレーンが両舷に1基ずつ（計2基）設置されている。
なお本型の洋上移送装置は、アメリカ海軍のHeavy E-STREAMを模倣したものといわれており、ドライカーゴの移送重量は従来の2.5トンから5.3トンへと倍増し、横曳補給であれば補給艦と受給艦との最大距離は80～90メートルを確保でき、シーステート5の条件下でも安全に作業できるとされている（従来は距離60メートル以下、シーステート3まで）。
艦尾甲板はヘリコプター甲板とされており、後部上部構造物に設けられた格納庫にはZ-8とZ-18ヘリコプターを1機ずつ搭載し、VERTREPに用いることができる。
物資格納
搭載量は下記のような構成とされている。なおドライカーゴの艦内移送は、電動・油圧、車両などによって全て機械化されている。
- 貨油（艦艇燃料・航空燃料）25,000トン
- 真水1,500トン
- 弾薬1,800トン（HHQ-9艦対空ミサイルなら1,200発、YJ-18艦対艦ミサイルなら600発相当）
- 食料400トン（空母機動部隊なら10日分相当）
- その他のドライカーゴ250トン

またこのほか、病院船機能や工作艦機能も充実している。

### 自衛機能
兵装としては、H/PJ-13 30mmCIWS（AK-630の山寨版）4基が搭載され、347G型火器管制レーダー2基によって管制される。またセンサーとしては、対空対水上捜索の360型レーダーと、低空警戒用の364型レーダーを備える。

## 同型艦
| 艦番号      | 艦名               | 造船所   | 進水            | 就役           | 配属     |
| ----------- | ------------------ | -------- | --------------- | -------------- | -------- |
| 現901 旧965 | 呼倫湖 (Hulun-hu)  | 広船国際 | 2015年 12月15日 | 2017年 9月1日  | 北海艦隊 |
| 現905 旧967 | 査干湖 (Chagan-hu) | 広船国際 | 2017年 6月      | 2019年 2月12日 | 南海艦隊 |
|             |                    |          | 2021年          | 2024年予定     | 艤装中   |
|             |                    |          | 2024年予定      | 2026年予定     | 建造中   |
|             |                    |          | 2025年予定      | 2027年予定     |          |